# Pisane na stronie

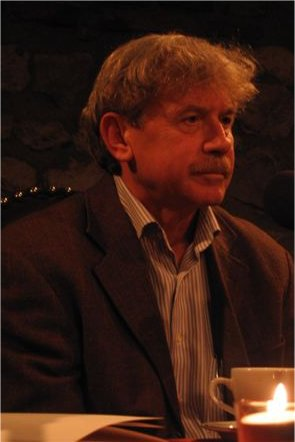
Bogdan Tosza, autor książki Pisane na stronie (Kraków, 2007 r.)

Pisane na stronie – eseje i felietony Bogdana Toszy, reżysera teatralnego, publicysty. Książka wydana w 2007 r. nakładem Wydawnictwa Archidiecezji Lubelskiej "Gaudium" (ISBN 978-83-89659-91-0). Na okładce i w książce wykorzystano grafiki Tadeusza M. Siary.
Zbiór esejów, felietonów, notatek i spostrzeżeń na temat wydarzeń i zjawisk, zachodzących w kulturze. W książce znalazły się refleksje dotyczące przeczytanych lektur, obejrzanych wystaw, napotkanych ludzi – poetów, plastyków, aktorów, reżyserów – bardzo osobiste relacje z "podróży w czasie i przestrzeni" (m.in. tekst pt. Człowiek marmuru. O Josifie Brodskim). Autor pisze o swych fascynacjach a także dzieli się niepokojami, na jakie narażony jest artysta i animator teatru w czasie przemian i przeobrażeń w życiu kulturalnym  i artystycznym ostatnich lat. Większość zebranych tekstów ukazała się w „Zeszytach Literackich”, „Gońcu teatralnym”, „Teatrze”, były też wygłaszane na antenie radiowej.
Tytuł "Pisane na stronie" związany jest z terminologią teatralną, kiedy to reżyser zabiera głos "na stronie", nie wypowiadając się bezpośrednio na temat powstającego przedstawienia. Osnowa tekstów dotyczy teatru ale reszta materii – raczej jego otoczenia.